# كومباي سيجوندو
كومباي سيجوندو (بالإسبانية: Máximo Francisco Repilado Muñoz) (و. 1907 – 2003 م) هو ملحن، ومغني، وعازف قيثارة، وكاتب أغاني من كوبا، ولد في سانتياغو دي كوبا، توفي في هافانا، عن عمر يناهز 96 عاماً، بسبب قصور كلوي.

## وصلات خارجية
- كومباي سيجوندو على موقع IMDb (الإنجليزية)
- كومباي سيجوندو على موقع ألو سيني (الفرنسية)
- كومباي سيجوندو على موقع ميوزك برينز (الإنجليزية)
- كومباي سيجوندو على موقع أول موفي (الإنجليزية)
- كومباي سيجوندو على موقع قاعدة بيانات الأفلام السويدية (السويدية)
- كومباي سيجوندو على موقع إن إن دي بي (الإنجليزية)
- كومباي سيجوندو على موقع أول ميوزيك (الإنجليزية)
- كومباي سيجوندو على موقع ديسكوغز (الإنجليزية)
- كومباي سيجوندو على موقع قاعدة بيانات الفيلم (الإنجليزية)
- كومباي سيجوندو على موقع كينوبويسك (الروسية)